# Botanophila peninsularis
Botanophila peninsularis är en tvåvingeart som beskrevs av Suh och Kae Kyoung Kwon 1986. Botanophila peninsularis ingår i släktet Botanophila och familjen blomsterflugor.
Artens utbredningsområde är Sydkorea. Inga underarter finns listade i Catalogue of Life.